# Селиштиуца (Мехединци)
Селиштиуца (рум. Seliștiuța) насеље је у Румунији у округу Мехединци у општини Баклеш. Oпштина се налази на надморској висини од 315 m.

## Становништво
Према подацима из 2002. године у насељу је живело 250 становника, од којих су сви румунске националности.